# 馬尼斯蒂 (阿拉巴馬州)
馬尼斯蒂（英語：Manistee）是一個位於美國阿拉巴馬州門羅縣的非建制地區。該地的面積和人口皆未知。

## 地理
馬尼斯蒂的座標為31°26′28″N 87°29′40″W / 31.44111°N 87.49444°W，而該地的平均海拔高度為51米（即167英尺）。